# (27383) Braebenedict
(27383) Braebenedict est un astéroïde de la ceinture principale d'astéroïdes.

## Description
(27383) Braebenedict est un astéroïde de la ceinture principale d'astéroïdes. Il fut découvert le 5 mars 2000 à Socorro (Nouveau-Mexique) par le projet LINEAR. Il présente une orbite caractérisée par un demi-grand axe de 2,37 UA, une excentricité de 0,07 et une inclinaison de 7,0° par rapport à l'écliptique.

## Compléments